# Niedersachsen (Schiff, 1982)
Die Niedersachsen (Kennung: F 208) der Deutschen Marine – bis 1990 Bundesmarine – war eine Fregatte der Bremen-Klasse. Sie wurde als zweites von insgesamt acht Schiffen dieser Klasse in Dienst gestellt und nach dem Bundesland Niedersachsen benannt. Diese acht Schiffe bildeten ein Geschwader, das 4. Fregattengeschwader in Wilhelmshaven.

## Allgemeines
Die Fregatte Niedersachsen war das zweite Schiff einer als Flugkörperfregatte bezeichneten Klasse von Kriegsschiffen der Bundesmarine.
Die Schiffe der Bremen-Klasse waren die ersten deutschen Kriegsschiffe mit CODOG-Antrieb, im Gegensatz zum bisher verwendeten Dampfturbinenantrieb. Kennzeichnend für die Fregatte als Klasse ist ihre weltweite Einsetzbarkeit, die durch ihre lange Stehzeit in See ermöglicht wird. Darum werden an Bord einer Fregatte auch alle administrativen Funktionen abgebildet, die zur autarken Führung einer solchen Einheit nötig sind, und wird auch soviel Personal mitgeführt, dass der Betrieb und der Einsatz des Schiffes von unbegrenzter Dauer sein kann. Die Fregatten der Deutschen Marine sind aufgrund ihrer militärischen Besatzung und ihres militärischen Kommandos zur Führung der Flagge der Seestreitkräfte der Bundeswehr berechtigt (doppeltgestanderte Bundesdienstflagge).
Die Fregatte Niedersachsen, wie auch die Schwesterschiffe, wurde als Mehrzweckfregatte ausgelegt. Neben der U-Jagd besaßen die Fregatten der Klasse 122 auch die Befähigung, mittels mitgeführter Anti-Schiffs-Flugkörpern Typ Harpoon feindliche Schiffe über den Horizont hinaus zu bekämpfen sowie Torpedos mit Hilfe des Bordhubschraubers Sea Lynx in over-the-horizon-Kriegsführung ins Ziel zu bringen. Darüber hinaus befähigte die Ausrüstung mit weitreichenden Radar- und EloKa-Anlagen zur Seeraumüberwachung und zur Durchführung von Embargo-Operationen.

## Geschichte

### Bau und Indienststellung
Die Niedersachsen wurde im Auftrag des Bremer Vulkan als Generalunternehmer von der Werft AG Weser gebaut, die sich nach dem Zweiten Weltkrieg eigentlich aus dem Militärschiffbau zurückgezogen hatte. Die Niedersachsen ist daher der einzige Kriegsschiffbau der Werft in der Nachkriegszeit.
Die Kiellegung der Niedersachsen erfolgte am 9. November 1979, der Stapellauf am 9. Juni 1980. Die Indienststellung bei der Bundesmarine erfolgte anschließend am 15. Oktober 1982.

### Einsätze (Auswahl)
- SNFL 1992
- SNFM 1992
- SEF 1995
- JMC 1995
- SNFM 1997
- SNFL 2000
- SNFL 2004

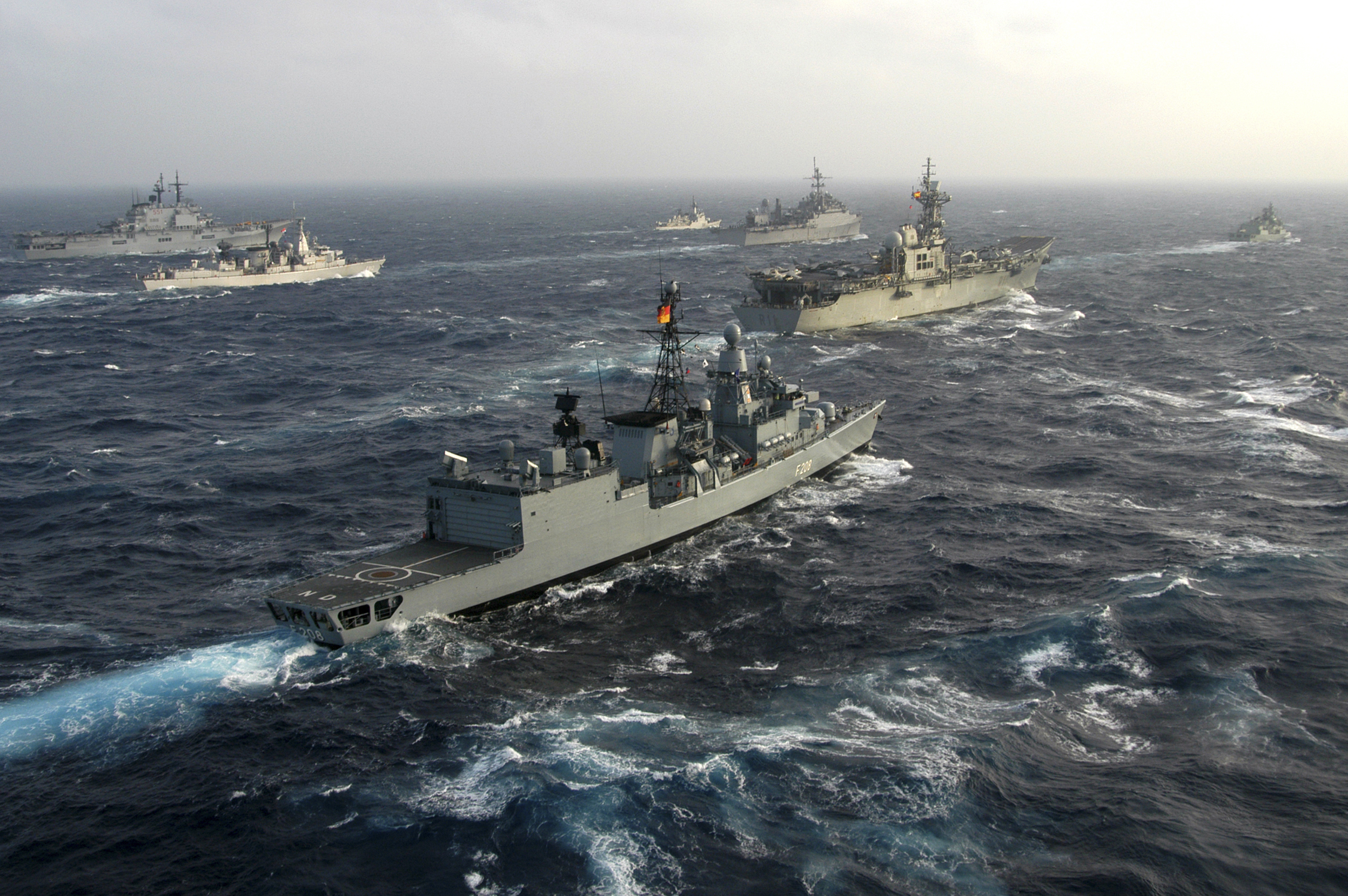
Die Niedersachsen als Teilnehmer an der Übung Majestic Eagle 2004

- Medshark/Majestic Eagle 2004 (MS/ME04)
- UNIFIL 2007[2]
- SNMG 2 und Operation Active Endeavour 2008
- Operation Atalanta 2011
- Operation Atalanta 2013[3]
- SNMG 2 und Operation Active Endeavour 2014[4]

Zudem gehörte die Niedersachsen im Oktober 1989 zum ersten deutschen Flottenverband seit 77 Jahren, der einen sowjetischen/russischen Hafen anlief. Zusammen mit dem Zerstörer Rommel und dem Versorger Coburg lief die Fregatte in Leningrad (heute wieder Sankt Petersburg) ein.
Am 19. Mai 2014 befuhr die Niedersachsen mit ihrer Besatzung den Ärmelkanal in Richtung Themse. Nach navigatorisch anspruchsvoller Fahrt themseaufwärts wurde das Ziel, der Tower of London, erreicht. In Sichtweite des historischen Gebäudes sollte auch der Liegeplatz längsseits des Museumsschiffes Belfast nicht alltäglich sein. In einer jahrhundertealten Zeremonie übergab die Besatzung dem Constable of the Tower ein Fässchen Rum, um ihn symbolisch für den Schutz durch die Geschütze des Towers zu entlohnen. Diese Zeremonie wird ansonsten jedes Jahr durch ein größeres Schiff der Royal Navy durchgeführt und gilt als Auszeichnung.

### Außerdienststellung
Die Niedersachsen wurde nach 32 Jahren, in denen sie 764.000 Seemeilen zurückgelegt hat, Ende Dezember 2014 aus der Fahrbereitschaft genommen und am 26. Juni 2015 außer Dienst gestellt. Im Dezember 2021 wurde die Niedersachsen über Vebeg zum Abwracken angeboten und 2022 in die Türkei verkauft.